# Porphyrio mantelli
Porphyrio mantelli е изчезнал вид птица от семейство Rallidae. Обитавал е Нова Зеландия.

## Разпространение
Видът е разпространен в Нова Зеландия.